# Contoscàlion

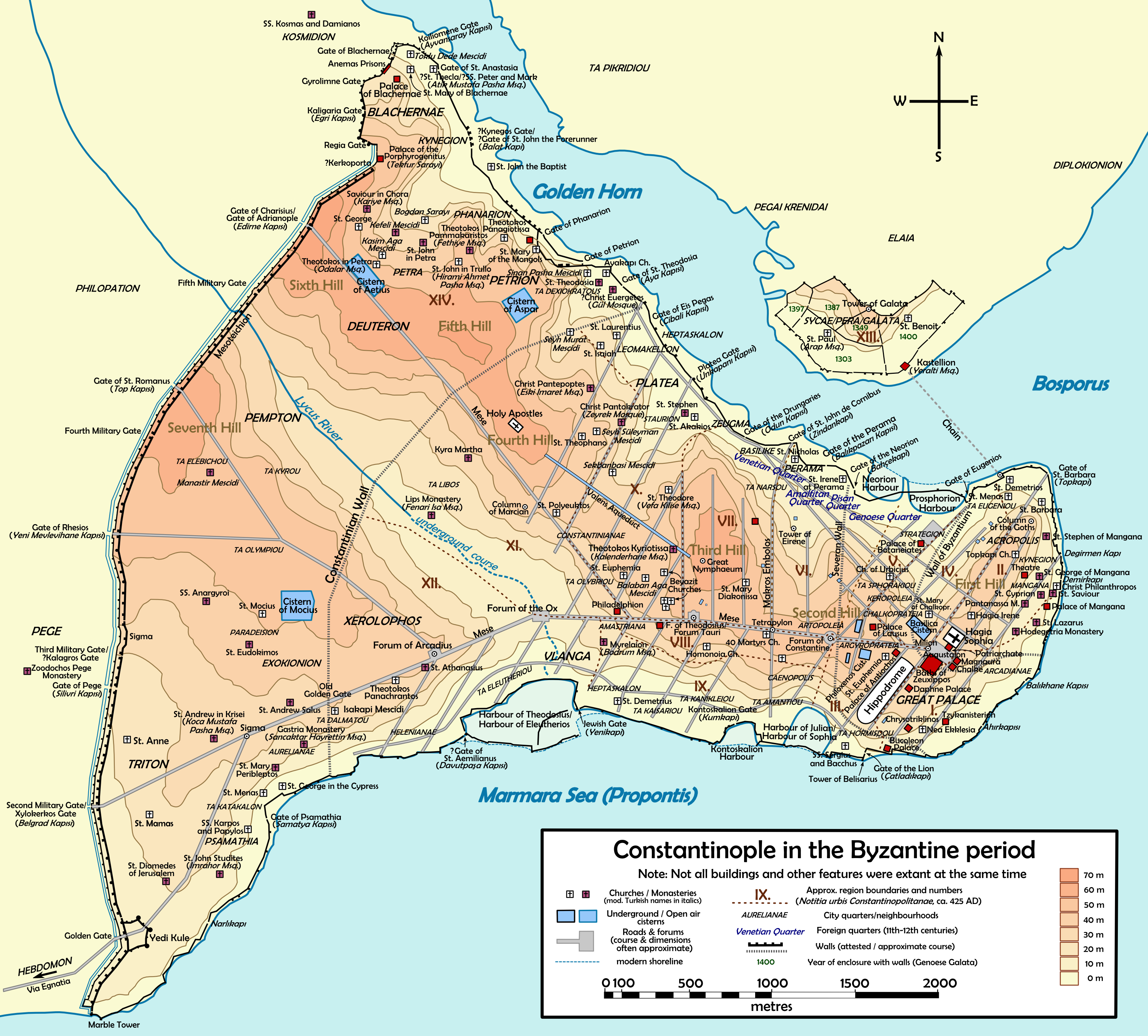
Constantinoble en temps medievals. El Contoscàlion es troba a la part inferior del mapa, prop de l'Hipòdrom.

El Contoscàlion (grec: Κοντοσκάλιον, Kontoskàlion), conegut igualment com a Port Julià (llatí: Portus Iulianus; grec: Λιμὴν τοῦ Ἰουλιανοῦ, Limín tu Iulianú), Portus Novus (‘Port Nou’) o Port de Sofia (grec: Λιμὴν τῆς Σοφίας, Limín tis Sofias), i en temps otomans com a Kadırga Limanı (‘Port de les Galeres’), fou un port de la ciutat de Constantinoble que estigué en servei entre el segle vi i el primer segle de la dominació otomana. Apareix a la bibliografia amb diversos noms diferents i les fonts que en parlen sovint es contradiuen.